# Єрусалимський ботанічний сад
Єрусалимський ботанічний сад (івр. הגנים הבוטניים האוניברסיטאיים בירושלים) — ботанічний сад у Єрусалимі (Ізраїль).
Ботанічний сад знаходиться у єрусалимському районі Найот, на південно-східній околиці кампусу Єврейського університету у Гиват Рамі.

## Історія
Перша ділянка землі була придбана на горі Скопус у 1926 році, закладка саду почалася у 1931 році. У 1948 році, у ході арабо-ізраїльської війни, доступ до горі Скопус і університетського кампусу був відрізаний.
Коли у 1954 році був побудований кампус у Гиват Рамі, новий ботанічний сад був посаджений поряд з Національною та університетською бібліотеками, у тому числі унікальна колекція хвойних. У 1962 році скелястий пагорб в південно-східному куті кампусу був засаджений хвойними з Північної Америки. У тому ж році, Майкл Авішаї був призначений науковим керівником ботанічного саду. Багато дерев було вирощено з насіння з його приватної колекції.
У 1981 році заснована Асоціація ботанічного саду. У 1994 році сад відокремлений від Єврейського університету, і з 1996 року управляється Асоціацією ботанічного саду.

## Колекція
Сад створений за принципом флористичного районування, секції ботанічного саду показують флору різних регіонів світу. Єрусалимський ботанічний сад відкритий для публіки у 1985 році, тропічний зимовий сад — у 1986 році, секцію флори Південної Африки закладено у 1989 році.
Японська секція саду містить понад 150 дерев бонсай, це одна з найбільших колекцій дерев бонсай у світі.
У ботанічному саду створений 500-метровий «Біблійний Шлях» на якому посаджені понад 70 видів рослин з 400 видів, згаданих у Біблії.

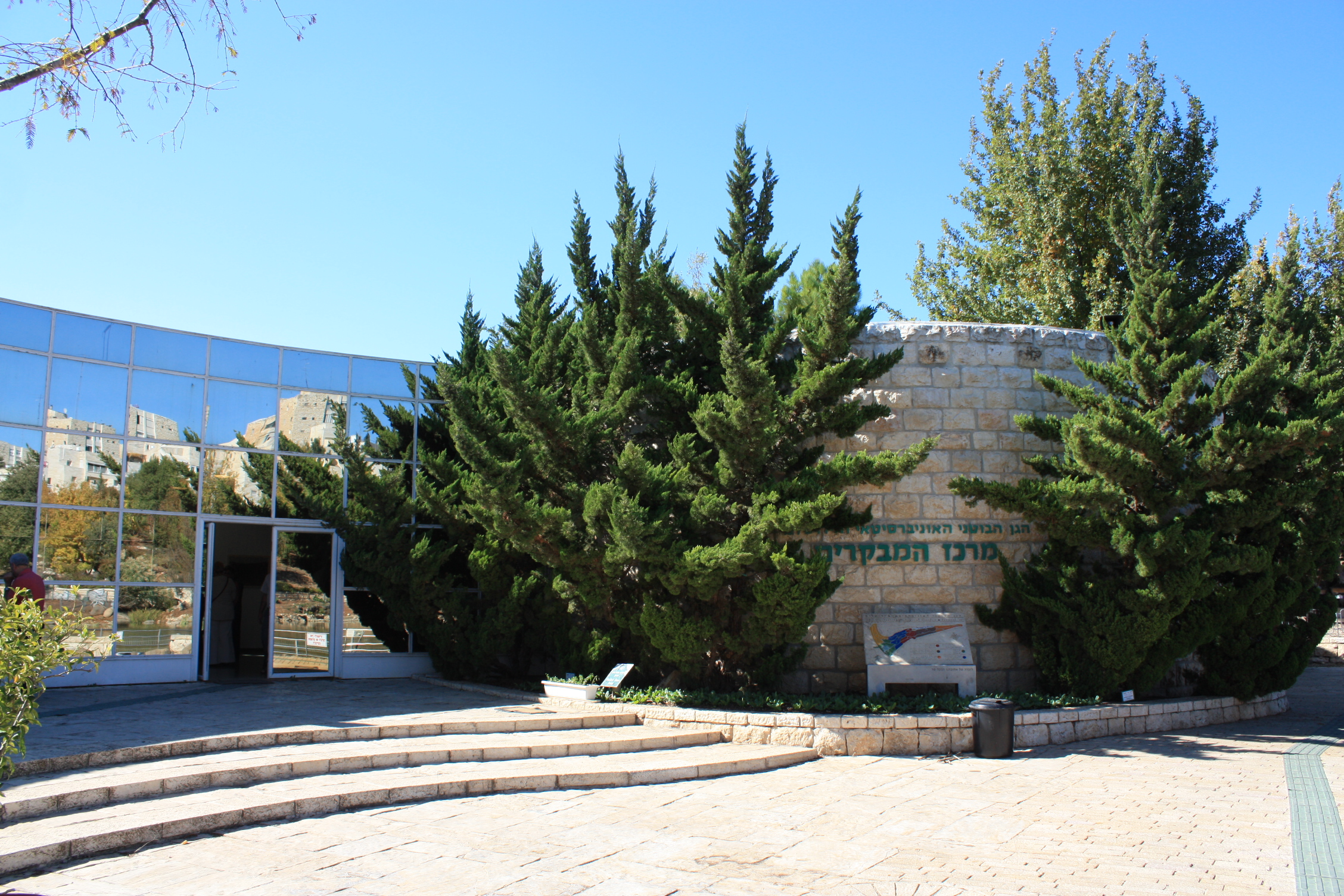
Інформаційно-туристичний центр ботанічного саду
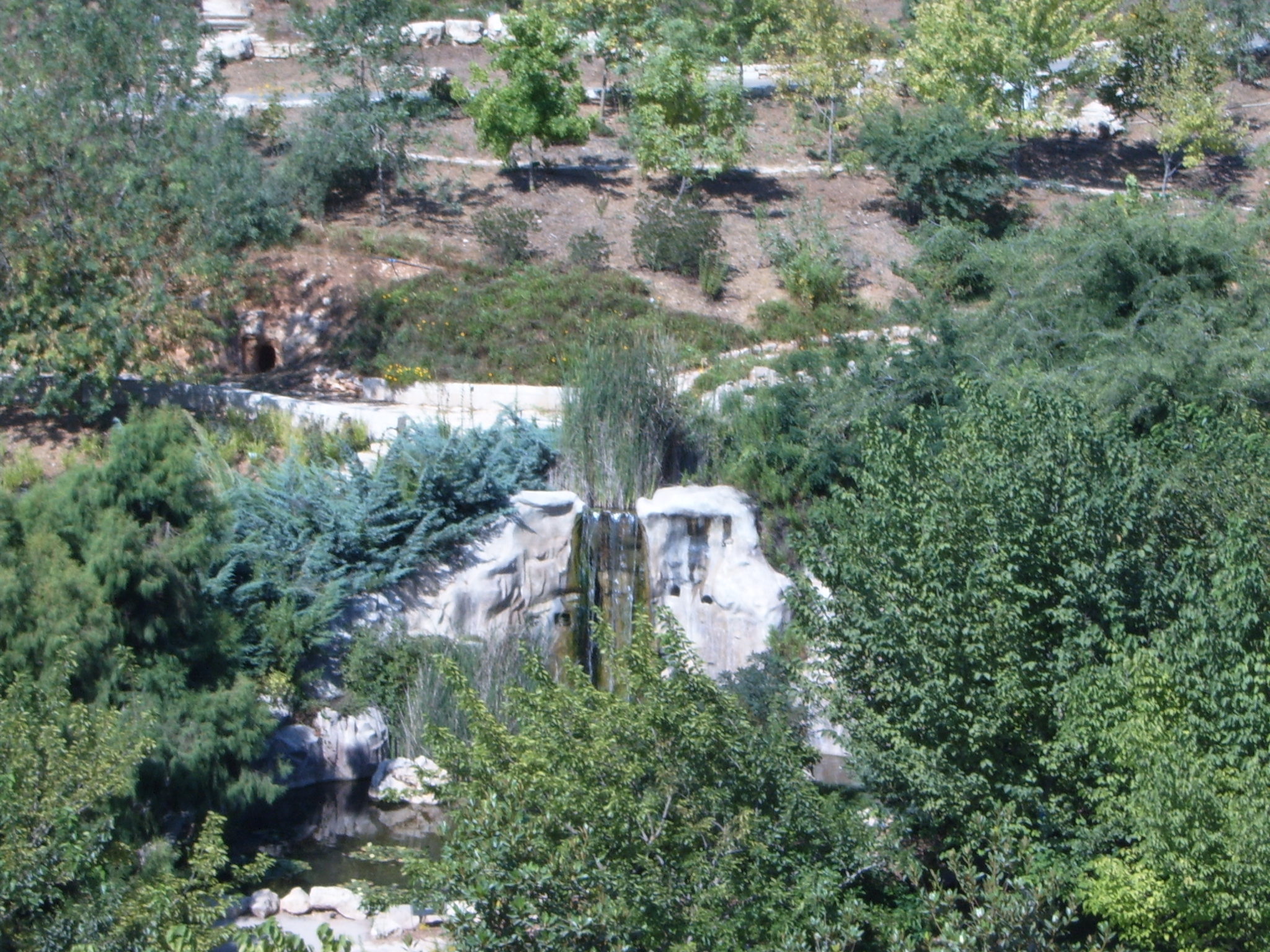
У ботанічному саду
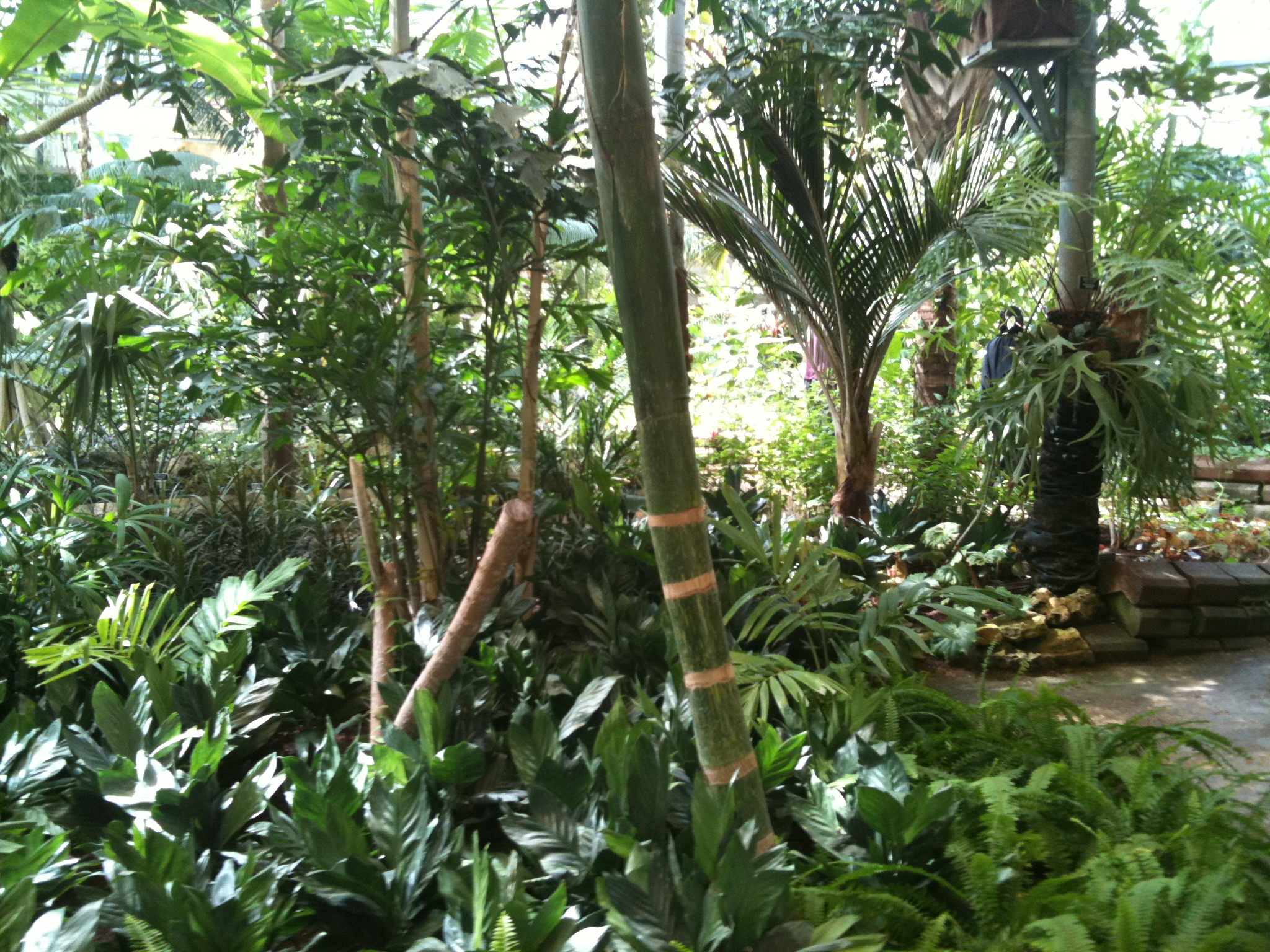
У тропічній оранжереї
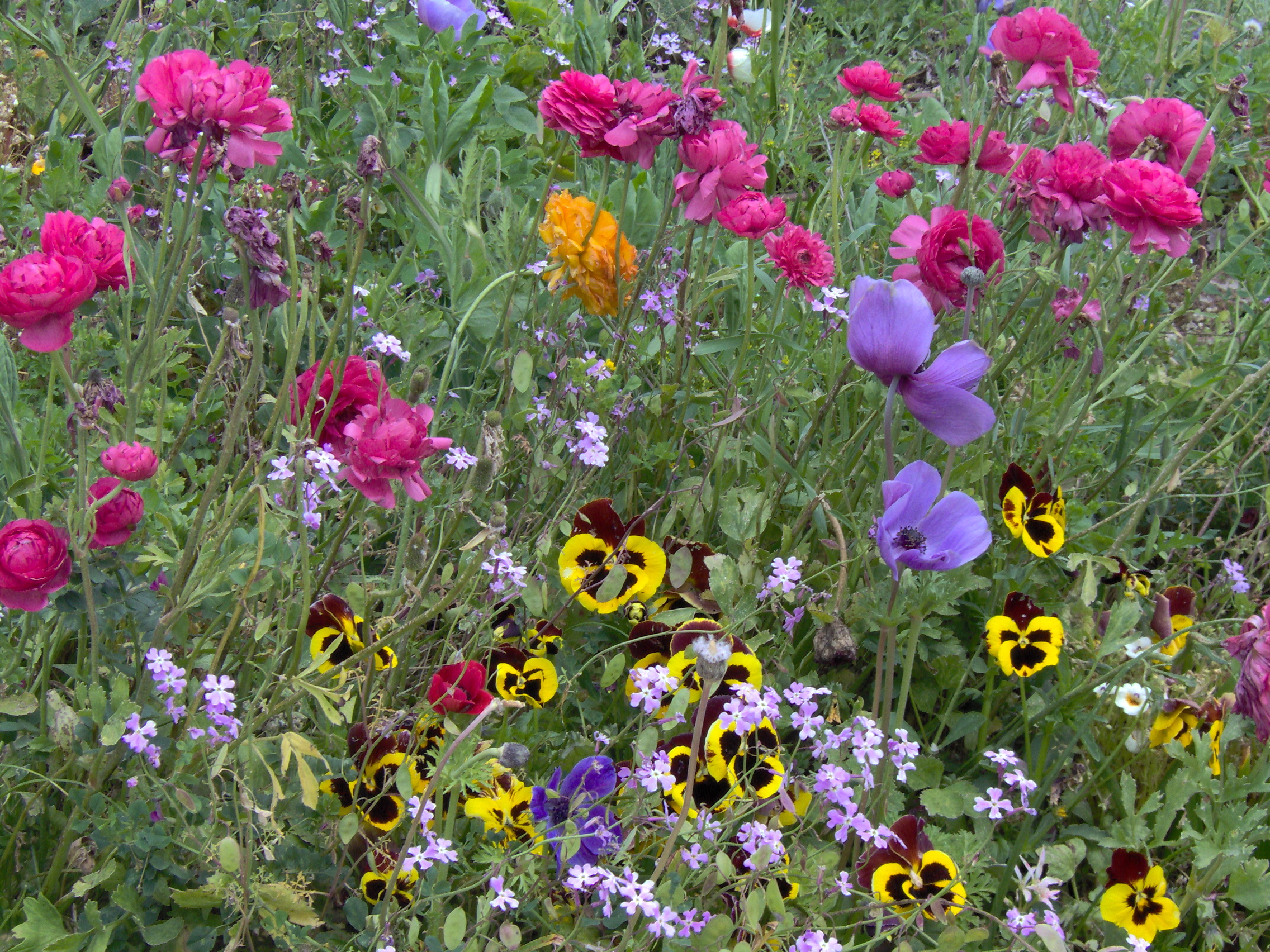
Квіти
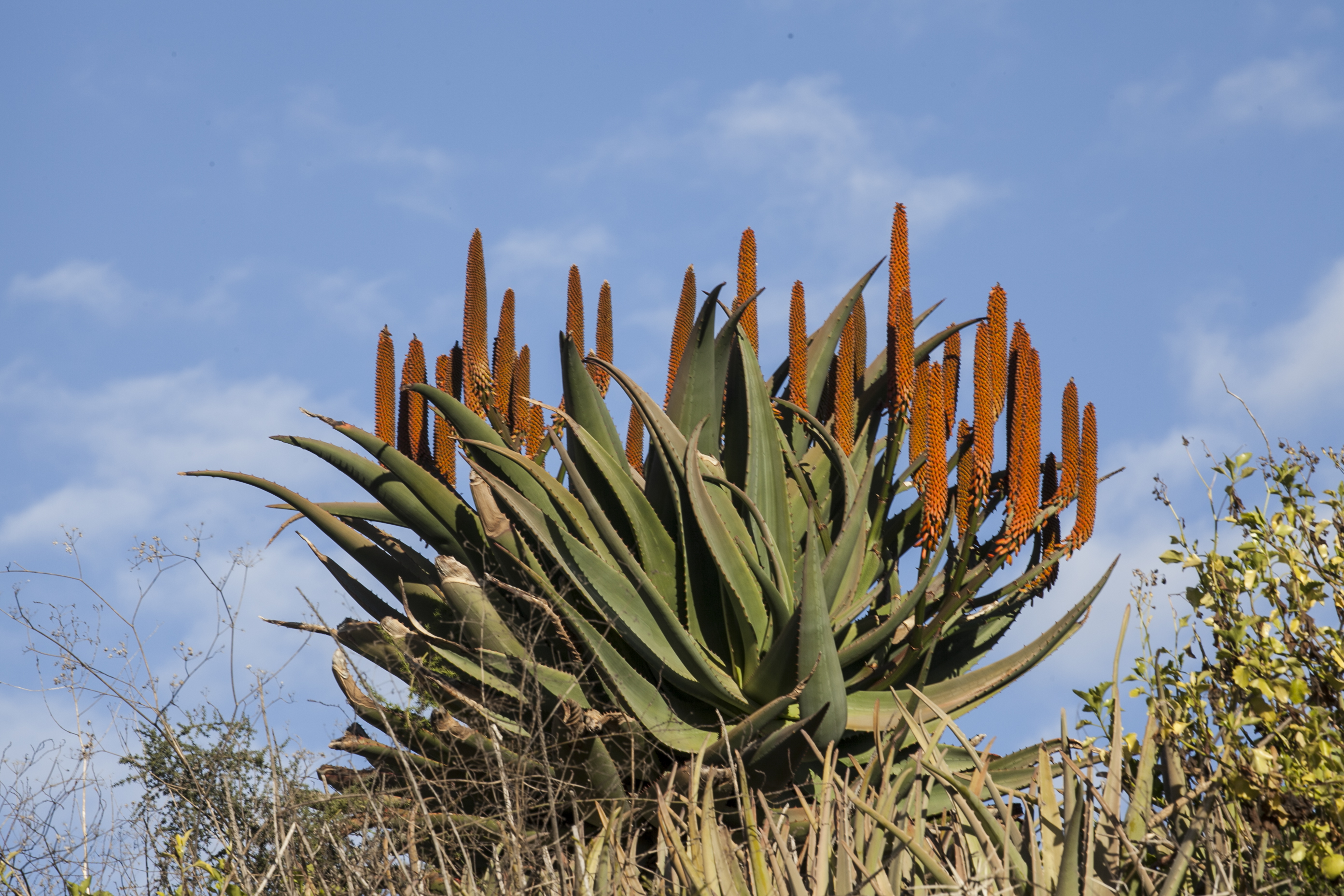
Квітуче алое
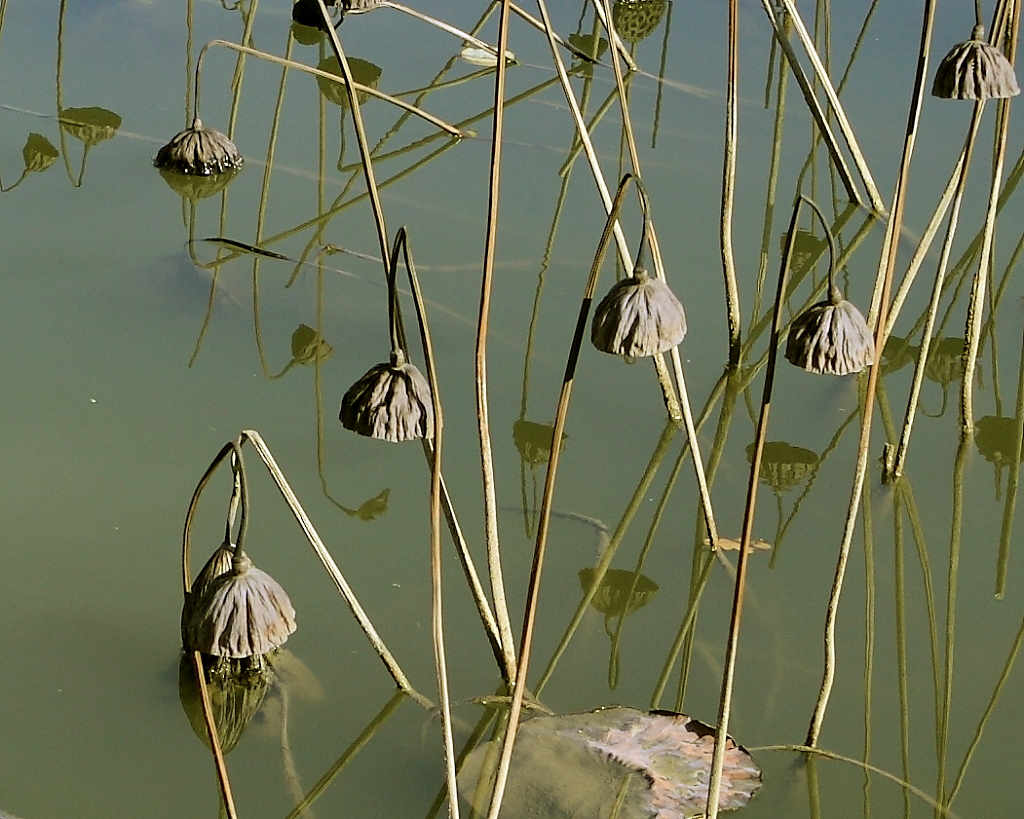
Водні рослини